# Munwiller
Munwiller é uma comuna francesa na região administrativa de Grande Leste, no departamento Alto Reno. Estende-se por uma área de 6,8 km². Em 2010 a comuna tinha 482 habitantes (densidade: 70,9 hab./km²).